# Ferrocarril de la Población Santa Elena
Ferrocarril de la Población Santa Elena fue una línea de tranvías existente en Santiago de Chile que circuló a inicios del siglo XX.

## Historia
El 5 de abril de 1911 fue constituida la sociedad anónima denominada «Ferrocarril de la Población Santa Elena», cuyo objetivo inicial fue construir un tranvía de sangre —carros a tracción animal— por la población homónima. Su primer directorio estuvo compuesto por Alberto Valdivieso, José Casali, Julio Pelissier, Ignacio Baltra y Enrique Rawlins.
El ferrocarril, inaugurado el 28 de abril de 1912, tenía un ancho de vía de 600 mm, y en mapas de la época el trazado presentado para el tranvía se iniciaba en la esquina de las avenidas Manuel Antonio Matta y Vicuña Mackenna, continuando por esta última hasta el sector de la estación Santa Elena. En agosto del mismo año la empresa planteaba un aumento de su capital para financiar la extensión de las vías desde la estación Santa Elena hacia el oeste, alcanzando la intersección con la avenida Santa Rosa a través de la calle Franklin, en el sector del antiguo Matadero. En mapas de 1919 aparece el trazado completo del tranvía, que alcanzaba 3,2 km de extensión.
El ferrocarril continuó circulando durante la década de 1920, apareciendo en diversas publicaciones de la época. En 1921 se reformaban nuevamente los estatutos, extendiendo la duración de la sociedad en 10 años más, a la vez que se nombraban como directores de la empresa a Alberto Valdivieso, Julio Hudson, Julio Pereira, José Casali y Armando Goyeneche, y se ratificaba a Julio Ramírez como gerente. El tranvía de la población Santa Elena continuó circulando hasta inicios de los años 1930: en publicaciones de inicios de dicha década aparece con Alberto Valdivieso como su concesionario.